# كيت شميت
كيت شميت (بالإنجليزية: Kate Schmidt)‏ هي رامية الرمح ‏ أمريكية، ولدت في 29 ديسمبر 1953 في لونغ بيتش في الولايات المتحدة.

## وصلات خارجية
- كيت شميت على موقع الاتحاد الدولي لألعاب القوى (الإنجليزية)
- كيت شميت على موقع الاتحاد الأمريكي لسباقات المضمار والميدان، قاعة المشاهير (الإنجليزية)
- كيت شميت على موقع اللجنة الأولمبية الدولية (الإنجليزية)
- كيت شميت على موقع أوليمبيديا (الإنجليزية)